# 野鳥の一覧の一覧
野鳥の一覧の一覧（やちょうのいちらんのいちらん）は、現在各国や各地域に分かれている野鳥の一覧をまとめたものである。
- アラスカの野鳥一覧
- アルゼンチンの野鳥一覧
- イギリスの野鳥一覧
- インドネシアの野鳥一覧
- インド亜大陸の野鳥一覧
- オーストラリアの野鳥一覧
- カナダの野鳥一覧
- ガラパゴス諸島の野鳥一覧
- 韓国の野鳥一覧
- キューバの野鳥一覧
- コスタリカの野鳥一覧
- コロンビアの野鳥一覧
- ジャマイカの野鳥一覧
- スリランカの野鳥一覧
- ソロモン諸島の野鳥一覧
- タイの野鳥一覧
- 台湾の野鳥一覧
- チベットの野鳥一覧
- 中国の野鳥一覧
- チリの野鳥一覧
- 南極海の野鳥一覧
- 南極大陸の野鳥一覧
- ニュージーランドの野鳥一覧
- 日本の野鳥一覧
- ハワイの野鳥一覧
- パプアニューギニアの野鳥一覧
- フィリピンの野鳥一覧
- ブラジルの野鳥一覧
- ベトナムの野鳥一覧
- ペルーの野鳥一覧
- マダガスカルの野鳥一覧
- ミクロネシアの野鳥一覧
- メキシコの野鳥一覧
- モンゴルの野鳥一覧
- ロシアの野鳥一覧